# Artona
Artona é um gênero de traça pertencente à família Zygaenidae.